# Baku Olympic Stadium
Baku Olympic Stadium (azeri: Bakı Olimpiya Stadionu) er et stadion beliggende i Aserbajdsjans hovedstad Baku. Det er hjemmebane for Aserbajdsjans fodboldlandshold, hvor det ved indvielsen i 2015 overtog rollen som nationalstadion fra Tofiq Bəhramov Stadion. Stadion benyttes også af fodboldklubben Qarabağ FK under dennes kampe i de europæiske turneringer. Der er en kapacitet på 69.870 siddepladser, hvilket er det største i Aserbajdsjan.
Baku Olympic Stadium er designet og bygget for at overholde UEFA's, FIFA's og IAAF's stadionkrav. Stadion er i kategori 4 efter UEFA stadionkategorier.
Opførelsen af de 225.000 kvadratmeter store stadion blev afsluttet i februar 2015 og åbnede den 6. marts 2015.
Baku Olympic Stadium blev anvendt ved EM i fodbold 2020 som bane for tre gruppe kampe og én kvartfinale: Danmarks kamp mod Tjekkiet.

## Arrangementer
Baku Olympic Stadium blev benyttet ved åbningsceremonien og atletikkonkurrencerne ved European Games i 2015.
Stadion var hjemmebane for Qarabag FK's Champions League gruppekampe ved 2017–18 UEFA Champions League.
Finalen ved 2018-2019 UEFA Europa League blev spillet på stadionennet den 29. maj 2019.

### UEFA Euro 2020
Baku Olympic Stadium var ét af 11 stadioner der blev anvendt under Europamesterskabet i fodbold 2020, der blev spillet i 2021 grundet Covid-19-restriktionerne.
| Dato          | Hold 1   | Resultat | Hold 2  | Runde          | Tilskuertal |
| ------------- | -------- | -------- | ------- | -------------- | ----------- |
| 12. juni 2021 | Wales    | 1–1      | Schweiz | Gruppe A       | 8.782       |
| 16. juni 2021 | Tyrkiet  | 0–2      | Wales   | Gruppe A       | 19.762      |
| 20. juni 2021 | Schweiz  | 3–1      | Tyrkiet | Gruppe A       | 17.138      |
| 3. juli 2021  | Tjekkiet | 1-2      | Danmark | Quarter-finals |             |

### Andre notable fodboldkampe
| Dato               |              | Resultat |                 | Turnering                                | Tilskuere |
| ------------------ | ------------ | -------- | --------------- | ---------------------------------------- | --------- |
| 8. oktober 2016    | Aserbajdsjan | 1–0      | Norge           | 2018 FIFA World Cup qualification        | 35,000    |
| 27. marts 2017     | Aserbajdsjan | 1–4      | Tyskland        | 2018 FIFA World Cup qualification        | 30.000    |
| 27. september 2017 | Qarabağ      | 1–2      | Roma            | UEFA Champions League gruppespil         | 67.200    |
| 22 November 2017   | Qarabağ      | 0–4      | Chelsea         | UEFA Champions League gruppespil         | 67.100    |
| 10. oktober 2015   | Aserbajdsjan | 1–3      | Italien         | UEFA Euro 2016 kvalifikation             | 48.000    |
| 18. oktober 2017   | Qarabağ      | 0–0      | Atlético Madrid | 2017–18 UEFA Champions League gruppespil | 47.923    |
| 4 October 2018     | Qarabağ      | 0–3      | Arsenal         | UEFA Europa League gruppespil            | 63.412    |
| 29. maj 2019       | Chelsea      | 4–1      | Arsenal         | UEFA Europa League finale                | 51,370    |